# Spirobolus obtusospinosus
Spirobolus obtusospinosus är en mångfotingart som beskrevs av Voges 1878. Spirobolus obtusospinosus ingår i släktet Spirobolus och familjen Spirobolidae. Inga underarter finns listade i Catalogue of Life.